# Eros humeralis
Eros humeralis är en skalbaggsart som först beskrevs av Fabricius 1801.  Eros humeralis ingår i släktet Eros och familjen rödvingebaggar. Inga underarter finns listade i Catalogue of Life.